# Magnetic (bài hát của Illit)
"Magnetic" là bài hát được nhóm nhạc nữ Hàn Quốc Illit thu âm cho đĩa mở rộng đầu tay Super Real Me của mình. Ca khúc được Belift Lab phát hành dưới dạng đĩa đơn chủ đạo cho EP vào ngày 25 tháng 3 năm 2024.

## Bối cảnh và phát hành
Ngày 13 tháng 2 năm 2024, Belift Lab thông báo Illit sẽ ra mắt vào tháng 3 năm 2024. Ngày 21 tháng 2, có thông báo rằng Illit sẽ phát hành đĩa mở rộng đầu tay của nhóm vào ngày 25 tháng 3. Năm ngày sau, có thông báo rằng đĩa mở rộng sẽ có tựa đề là Super Real Me. Ngày 9 tháng 3, danh sách ca khúc sẽ đăng tải và "Magnetic" được công bố là đĩa đơn chủ đề. Ngày 16 tháng 3, video teaser highlight medley được tung ra. Đoạn teaser video âm nhạc được phát hành vào ngày 18 tháng 3, ngày 22 tháng 3 và ngày 24 tháng 3. Bài hát được phát hành cùng video âm nhạc và đĩa mở rộng vào ngày 25 tháng 3.

## Sáng tác
"Magnetic" chủ yếu được sáng tác và sản xuất bởi Slow Rabbit, Bang Si-hyuk và Martin, cùng với Salem Ilese, Danke, Vincenzo, Lee Yi-jin, Sophie Leigh McBurnie, Lauren Amber Aquilina, Marcus Andersson, Kim Kiwi, Oh Hyun- seon (Lalala Studio) và James. Được mô tả là một bài hát dance mang các yếu tố pluggnb và house, đặc điểm là "hợp âm rải và âm trầm sống động", với lời bài hát nói về việc "so sánh trái tim đang chạy hết tốc lực hướng về người mình thích như một thỏi nam châm". "Magnetic" được sáng tác ở phím F-sharp trưởng, với nhịp độ 131 nhịp mỗi phút.

## Hiệu suất thương mại
"Magnetic" ra mắt ở vị trí thứ 20 trên RMNZ Hot Singles của New Zealand trên bảng xếp hạng ngày 1 tháng 4 năm 2024. Tại Anh, "Magnetic" trở thành bài hát ra mắt đầu tiên của K-pop xuất hiện trên Bảng xếp hạng Đĩa đơn Chính thức, khởi điểm ở vị trí thứ 80.

## Quảng bá
Trước khi phát hành Super Real Me, vào ngày 25 tháng 3 năm 2024, Illit đã tổ chức một buổi giới thiệu trực tiếp nhằm quảng bá đĩa mở rộng và các bài hát trong album, bao gồm cả "Magnetic". Nhóm cũng biểu diễn trên ba chương trình âm nhạc: M Countdown của Mnet vào ngày 28 tháng 3, Music Bank của KBS vào ngày 29 tháng 3, và The Show của SBS M vào ngày 2 tháng 4.

## Bảng xếp hạng
| Bảng xếp hạng (2024)                  | Thứ hạng cao nhất |
| ------------------------------------- | ----------------- |
| Úc (ARIA)                             | 29                |
| Canada (Canadian Hot 100)             | 45                |
| Global 200 (Billboard)                | 8                 |
| Hong Kong (Billboard)                 | 1                 |
| Indonesia (Billboard)                 | 6                 |
| Nhật Bản (Japan Hot 100)              | 3                 |
| Đĩa đơn Tổng hợp Nhật Bản (Oricon)    | 4                 |
| Malaysia (Billboard)                  | 2                 |
| Quốc tế Malaysia (RIM)                | 12                |
| Hà Lan (Global Top 40)                | 9                 |
| New Zealand (Recorded Music NZ)       | 30                |
| Philippines (Billboard)               | 9                 |
| Singapore (RIAS)                      | 1                 |
| Hàn Quốc (Circle)                     | 2                 |
| Đài Loan (Billboard)                  | 1                 |
| Anh Quốc (OCC)                        | 80                |
| Anh Quốc Indie (OCC)                  | 24                |
| US Bubbling Under Hot 100 (Billboard) | 2                 |
| US Billboard Hot 100                  | 91                |

| Bảng xếp hạng (2024) | Thứ hạng |
| -------------------- | -------- |
| Hàn Quốc (Circle)    | 117      |

## Lịch sử phát hành
| Khu vực   | Ngày                | Định dạng                  | Hãng               |
| --------- | ------------------- | -------------------------- | ------------------ |
| Nhiều nơi | 25 tháng 3 năm 2024 | Digital download streaming | Belift Lab YG Plus |